# Ranunculàcies
Les ranunculàcies (Ranunculaceae) són una família de plantes amb flor. Viuen principalment a les regions fredes i temperades de l'hemisferi nord.
El sistema filogenètic APG II situa aquesta família en l'ordre de les Ranunculales, dins el clade eudicots. Les ranunculàcies tenen de 50 a 65 gèneres amb al voltant d'unes 1.500 a 2.500 espècies. Algunes classificacions antigues incloïen el gènere Paeonia dins la família Ranunculaceae però ara es consideren dins la família Paeoniaceae.

## Paleobotànica
L'any 2011 es va descobrir a la Xina (província de Liaoning) un fòssil, datat de 125 milions d'anys enrere, molt ben conservat d'una ranunculàcia que es va anomenar Leefructus minor. Aquesta planta ja estava ben desenvolupada i demostraria que la radiació de les plantes eudicots va començar de 10 a 15 milions d'anys abans del que es considerava. Fa 125 milions d'anys encara no hi havia abelles i la pol·linització d'aquestes lantes hauria d'anar a càrrec d'altres insectes com dípters i coleòpters.

## Gèneres
| - Aconitum - - Actaea - - Adonis - - Anemone - anemone - Anemonella - - Anemonopsis - Aquilegia - - Archiclematis - Asteropyrum - Barneoudia - Beesia - Calathodes - Callianthemum - Caltha - - Ceratocephala - Cimicifuga - Clematis - Vidalba - Clematopsis - Consolida - - Coptis - - Delphinium - - Dichocarpum - Enemion - Eranthis - - Glaucidium - - Hamadryas - Helleborus - el·lèbor | - Hepatica - Herba fetgera - Hydrastis - - Isopyrum - Knowltonia - Komaroffia - Krapfia - Kumlienia - Laccopetalum - Leptopyrum - Megaleranthis - Metanomone - Miyakea - Myosurus - - Naravelia - Nigella - - Oreithales - Paraquilegia - Paroxygraphis - Pulsatilla - - Ranunculus - Ranuncle - Semiaquilegia - Souliea - Thalictrum - - Trautvetteria - - Trollius - - Urophysa - Xanthorhiza - |